# Lletada de calç
La lletada de calç és una barreja de calç, pols de marbre (marmolina) i aigua, molt similar a l'estuc però a diferència d'aquest, la consistència d'aplicació no és la d'un morter o pasta sinó la d'una pintura, de manera que la proporció d'aigua és molt més gran i la de marmolina més petita. A part, s'hi poden afegir pols minerals (òxids i altres) per donar-li color.
S'empra com acabat final de paraments de tota classe, molt recomanable per als que utilitzin les calçs. Especialment en exteriors.
Possiblement, les últimes aplicacions d'aquest material tindrien lloc el segle xix, hi ha constància que la majoria d'edificis monumentals eren emblanquinats anualment. Aquesta pràctica es va veure en declivi des de llavors, i és avui quan sembla que comença a ressorgir.
És molt aconsellable l'ús d'aquest tipus de materials en substitució dels aplicats actualment, materials plàstics i sintètics, especialment en edificis històrics, ja siguin singulars o populars. Permeten la transpiració dels materials i són inalterables amb la radiació ultraviolada.
La tècnica d'aplicació és la mateixa que un emblanquinat, només cal remarcar que una lletada de calç és calç d'emblanquinar però amb una mica d'àrid (la pols de marbre). La gran diferència és que la capa pot romandre molt més temps inalterada que un emblanquinat i, per descomptat, que una pintura acrílica o plàstica.

## Història
La calç ja era coneguda en el sisè mil·lenni aC com a material de construcció per a morters i revestiments, ja que en Çatal Hüyük s'han trobat parets revocades amb frescs i armades amb morters. Posteriorment, gràcies a investigacions d'arqueòlegs, s'ha descobert que s'ha usat en períodes com l'antic Egipte, l'Imperi assiri, la Grècia clàssica, l'Imperi Romà; també, fora del Mediterrani, va ser usada pels maies, els inques i els asteques a Amèrica i les primeres dinasties xineses o, també, les primeres dinasties índies.
És molt important no confondre la calç aèria amb la calç hidràulica, ja que aquesta última conté molts silicats i té un comportament diferent, sobretot com a material de construcció.
Només la calç aèria té capacitat bioclimàtica i és capaç de conservar-se en perfectes condicions durant segles, ja que posseeix porus que deixen transpirar les parets, i al mateix temps la impermeabilitzen. També el nucli que conserva, regula la temperatura de l'interior d'una casa gràcies a l'efecte de "respiració" de la casa a través dels porus. Per a això, la resta dels materials han de ser tradicionals, com pedra, fang, maó tradicional, etc.
Una vegada que la calç s'utilitza, comença a cristal·litzar i a carbonatar-se, des de la superfície cap a dins, conservant un nucli humit que és el que li confereix les seves propietats i elasticitat, gràcies a la qual té un comportament mecànic millor que un ciment pòrtland, tant per a arrebossats exteriors com interiors, així com per a morters i altres usos.
Al cap de centenars d'anys, la calç apagada,  després de carbonatar-se completament, retorna al seu estat original en el planter, que és el de roca calcària.
Una observació important és que la calç apagada no té propietats adherents i, per tant, la seva fixació és mecànica als buits de la pedra o el maó, de manera que si es va a aplicar a una paret llisa, prèviament, cal picar per crear uns petits "clotets" en tota la superfície en què es pugui "agafar".

## Altres usos de la calç
És molt comú l'ús de la calç en "lletada" per pintar les parets i en alguns casos els sostres amb una brotxa gruixuda. Aquesta pintura té, com els arrebossats, arrebossats, estucs, etc.. de calç aèria apagada, un comportament bioclimàtic que fa que un edifici tingui frescor a l'estiu i calor a l'hivern, l'efecte atuell de fang o efecte càntir.
S'utilitza en la tècnica de construcció anomenada tàpia, ja que forma part de la barreja emprada. També pot ser usada per a la creació de camins de terra o amb morter de calç que mantenen i regulen la temperatura de la seva superfície creant una zona amb microclima "suau", i evitant la creació de bassals. Així mateix, pot usar-se per desinfectar superfícies com parets o evitar plagues en arbres pintant la superfície del seu tronc amb lletada de calç.

## Apagatde la calç
La  calç viva  és CaO (òxid de calci), i no es fa servir en aquest format perquè té excessiva avidesa per a l'aigua, fet que es comprova en afegir-hi aigua, ja que bull i crema la pell. La calç al contacte amb l'aigua reacciona aconseguint una temperatura de 90 °C, de manera que cal cuidar el recipient en què es fa: només s'ha de fer en recipients de metall o de cert tipus de plàstic termoresistent. Durant aquest procés i posteriorment, la calç es torna càustica i pot provocar cremades químiques molt greus.
La calç que surt del forn en el qual s'ha fabricat està sempre "viva", té gran quantitat d'òxid de calci i cal apagar o matar. Surten vives tant l'aèria com la hidràulica i, per tant, cal apagar els dos tipus de calç, encara que la forma d'apagar-les és diferent.
L'ús habitual de la calç és, per tant, ja apagada en forma d'hidròxid càlcic, format en el qual se sol adquirir per a la construcció.
Quan s'ha pagat una quantitat de calç qualsevol, es pot emmagatzemar en una "bassa" o "podrider" durant anys, deixant que se segueixi apagant i madurant. El període mínim per poder ser usada és de sis mesos; com més anys passi en repòs, millor comportament tindrà després, carbonatant-se de forma òptima en ser 'utilitzada en arrebossats, estucs o morters. Per descomptat, no totes les pedreres de calç ofereixen la mateixa qualitat de producte i com més gran percentatge de carbonat tingui una calç, millor qualitat tindrà la calç apagada, sent les ideals les que s'apropen a la composició del marbre.
Durant aquesta maduració, duri el que duri, segueix sent càustica i qualsevol element orgànic que caigui a la "bassa" acabarà desapareixent "devorat"per la calç.
En l'antiguitat, quan es començava la construcció d'algun monument (catedrals, palaus, etc.), es preparaven les basses de calç, ja que era l'últim element que es feia servir en grans quantitats i, com que la construcció era molt lenta, en alguns casos durava més d'un segle, la calç anava madurant per quan fos necessària. Els antics calcinaires deien que la calç ideal era la que portava almenys trenta anys en repòs i la denominaven "noia", mentre que a la calç d'entre vint i trenta anys la denominaven "noi".
Fins fa poc més d'un segle, o segle i mig, depenent de la zona de la península, quan algú tenia un fill se li preparava ja una bassa de calç per quan aquest hagués d'emprendre la construcció de la seva casa.